# Abaokoro
Abaokoro – miejscowość w Kiribati; na atolu Tarawa; 725 mieszkańców (2006). Przemysł spożywczy.